# Stock Aitken Waterman
Stock Aitken Waterman – angielskie producenckie trio muzyczne, działające w latach 1984-1993 (oraz okazjonalnie w późniejszych latach). Tworzyli je: Mike Stock, Matt Aitken i Pete Waterman. Trio pisało i produkowało muzykę w gatunkach: Hi-NRG, dance pop, synthpop, pop, eurobeat i eurodance.

## Lista artystów współpracujących[1]
- Bananarama
- Big Fun
- Brother Beyond
- Cliff Richard
- Dead or Alive
- Debbie Harry
- Divine
- Donna Summer
- E.G. Daily
- Elton John
- Gloria Gaynor
- Hazell Dean
- Holly Johnson
- Jason Donovan
- Judas Priest
- Kakko
- Key West
- Kylie Minogue
- La Toya Jackson
- Laura Branigan
- Malcolm McLaren
- Mandy Smith
- Mel and Kim
- Michael Davidson
- Michael Prince
- The Mint Juleps
- Pat & Mick
- Paul McCartney
- Pepsi & Shirlie
- Precious Wilson
- Princess
- Rick Astley
- Rin Tin Tin
- Sabrina
- Samantha Fox
- Same Difference
- Sinitta
- Sonia
- Splash
- Steve Walsh
- The Twins

## Piosenki numer 1 w Wielkiej Brytanii
Aż trzynaście piosenek wyprodukowanych przez Stocka, Aitkena i Watermana zajęło pierwsze miejsce na brytyjskiej liście przebojów. 
- 1985 – "You Spin Me Round (Like A Record)" – Dead or Alive
- 1987 – "Respectable" – Mel and Kim
- 1987 – "Let It Be" – Ferry Aid (cover The Beatles)
- 1987 – "Never Gonna Give You Up" – Rick Astley
- 1987 – "I Should Be So Lucky" – Kylie Minogue
- 1988 – "Especially For You" – duet Kylie Minogue z Jasonem Donovanem
- 1989 – "Too Many Broken Hearts" – Jason Donovan
- 1989 – "Hand on Your Heart" – Kylie Minogue
- 1989 – "Ferry Cross the Mersey" (cover Gerry and the Peacemakers) – w nagraniu utworu udział wzięli: Christians, Holly Johnson, Gerry Marsden oraz Stock, Aitken i Waterman
- 1989 – "Sealed with a Kiss" – Jason Donovan (cover Bryana Hylanda)
- 1989 – "You’ll Never Stop Me Loving You" – Sonia
- 1989 – "Do They Know It’s Christmas" – Band Aid II
- 1990 – "Tears On My Pillow" – Kylie Minogue (cover Little Anthony and the Imperials)

## Piosenki numer 1 w USA
Trzy piosenki wyprodukowane przez Stocka, Aitkena i Watermana zajęły pierwsze miejsce na amerykańskiej liście przebojów.
- 1986 – "Venus" – Bananarama
- 1988 – "Never Gonna Give You Up" – Rick Astley
- 1988 – "Together Forever" – Rick Astley

## Konkurs Piosenki Eurowizji
W 1984 r. w Konkursie Piosenki Eurowizji w Luksemburgu wystąpił Andy Paul z piosenką "Anna Maria Lena", wyprodukowaną przez Stocka, Aitkena i Watermana. Piosenka zajęła 15. miejsce. W 2010 r. Stock i Aitken byli obecni na Konkursie Piosenki Eurowizji w Oslo, na której był obecny Josh Dubovie z piosenką "That Sounds Good To Me". Piosenka zajęła 25. miejsce.